# 空軍忠貞新村

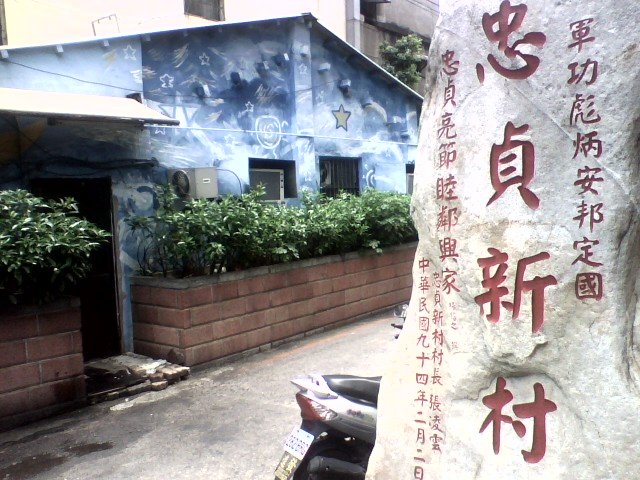
忠貞新村入口。位於建功一路14巷。圖中有一石碑，上面刻著「軍功彪炳安邦定國／忠貞亮節睦鄰興家／忠貞新村」等字。

空軍忠貞新村是位於台灣新竹市東區軍功里建功一路14巷與建功路交叉路口一帶的眷村。成立於1954年2月。興建眷戶數214戶。村民大多屬於空軍工程聯隊。

## 歷史
工程聯隊自1949年來台，工作是基地修繕及維護。聯隊的眷屬也跟著住在營區旁。當地原有日本人食品工廠、日本海軍第六燃料廠新竹支廠（現為新竹市建功國小）借用閒置的廠房暫時安置部隊與眷屬。
1954年新竹機場擴建後，當時聯隊長袁和未經上級核准，用工程剩餘的廢木料來興建第一批眷舍，命名忠貞新村，眷舍多為10戶組成一棟，形成共用屋頂與院子的長條型建築物，每戶僅5坪至12坪不等，生活空間相當有限。
1957年和1961年分別建了第二、第三批眷舍，而造就了忠貞新村的總眷戶數達214戶。
1975年進行最大規模改建，眷戶拆除，在原地改為二層鋼筋混凝土建築。

## 人物
- 賈潤年-四海幫前幫主。
- 胡鵬飛 (臺灣)-啟德機械起重工程公司董事長，建造天宏宮。時常捐款救助貧苦、樂心公益，長年在新竹發送白米與食物捐助貧民、街友。